# Borowiec (powiat koszaliński)
Borowiec – osada śródleśna w Polsce położone w województwie zachodniopomorskim, w powiecie koszalińskim, w gminie Sianów.
W latach 1975–1998 miejscowość administracyjnie należała do województwa koszalińskiego.